# Jukivka, Burîn
Jukivka (în ucraineană Жуківка) este localitatea de reședință a comunei Jukivka din raionul Burîn, regiunea Sumî, Ucraina.

## Demografie
Componența lingvistică a localității Jukivka
     Ucraineană (99,33%)
     Alte limbi (0,51%)
Conform recensământului din 2001, majoritatea populației localității Jukivka era vorbitoare de ucraineană (99,33%), existând în minoritate și vorbitori de alte limbi.